# Kongō-klass

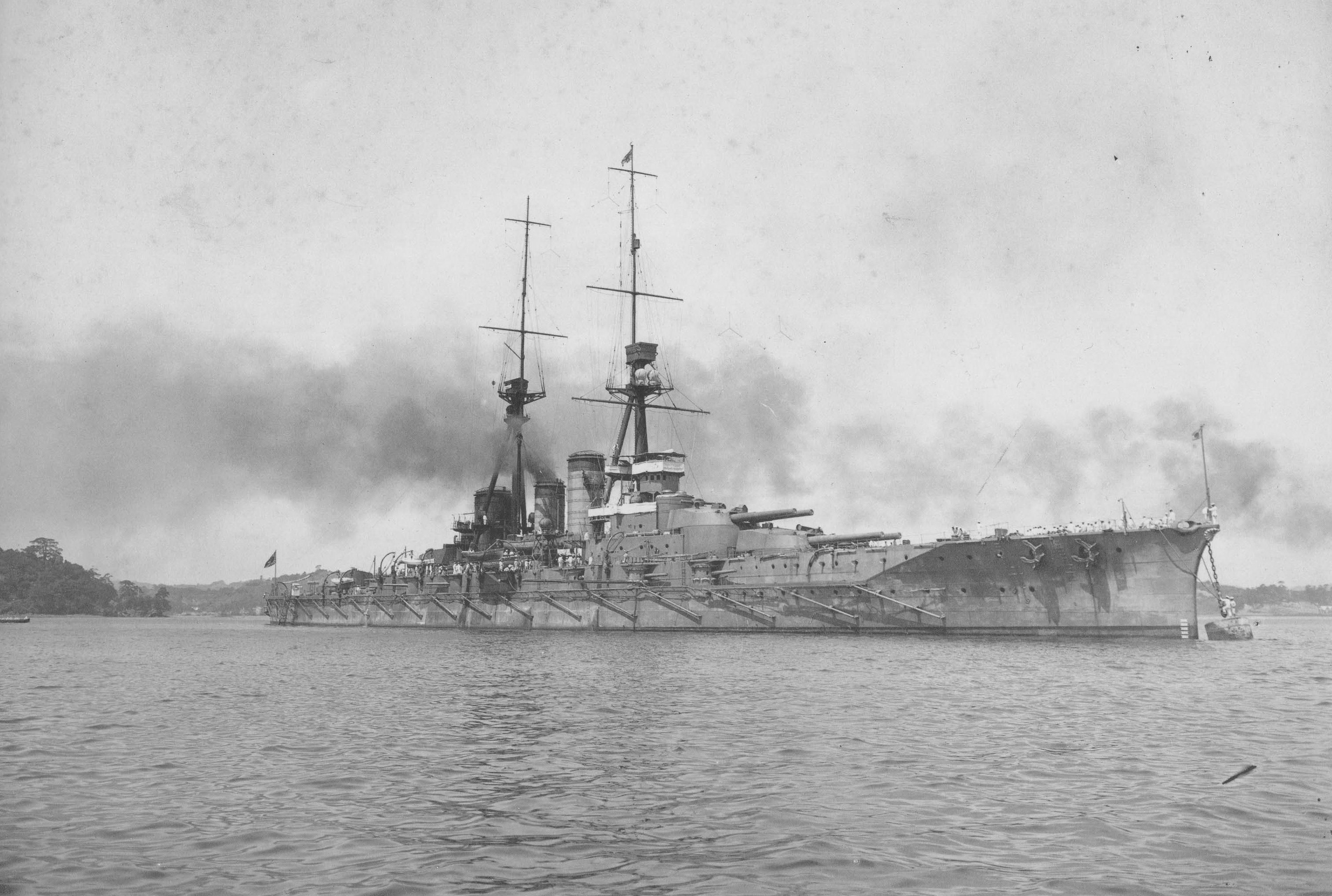
Haruna.

Kongō-klass var en klass av japanska slagkryssare, omfattande fyra fartyg: Kongō, Kirishima, Haruna och Hiei.
1909 började japanska konstruktörer att planera byggnationen av en slagkryssare inspirerad av den brittiska Invincible-klassen. Sedan man fått information om att man i Storbritannien börjat bygga fartyg av Lion-klass och man inte ville riskera att hamna på efterkälken kom man att i stället satsa på ett större och tyngre beväpnat fartyg. Så tunga fartyg kunde vid den här tiden inte byggas i Japan, och 1910 skrevs i stället kontrakt med Vickers-Armstrongs varv. Kongō kölstäcktes i januari 1911.  Lion blev utgångspunkten när Kongō utvecklades men omarbetades betydligt. Nästa fartyg i serien, Hiei konstruerades vid örlogsvarvet i Yokosuka. Fartyget kölsträcktes i november 1911, sjösattes i november 1912 och levererades till japanska flottan i augusti 1914. Omkring 30 % av materialet och utrustningen beställdes utomlands. Då de båda sista fartygen i serien konstruerades, Kirishima vid Mitsubishi i Nagasaki och Haruna vid Kawasaki i Kobe, användes enbart inhemsk materiel. De levererades till flottan i april 1915.
Under sin tid i tjänst moderniserades fartygen flera gånger. 1918 ersattes 76 mm kanonerna i sekundärartilleriet med 76 mm luftvärnspjäser. 1923-1925 ökades elevationen av pjäserna i huvudartilleriet från 25° till 33° och ökade därmed skottvidden. Samtidigt installerades nya eldledningsinstrument. I slutet av 1920-talet förstärktes fartygens skydd, pansaret i däcket ovanför maskineriet ökades till 80 mm och till 120 mm ovanför ammunitionsdurkarna. Bepansringen i taken till tornet i huvudartilleriet ökades till 152 mm och i barbetterna under pansardäcket till 140-152 mm. Man istallerade även antitorpedbulger och tvingades då ta bort fyra av de åtta undervattenstorpedtuberna på fartygen. De gamla ångpannorna för kol- och oljeeldning byttes ut till nya effektivare och antalet ångpannor kunde minska. Därvid minskades även antalet skorstenar från tre till två. Under 1930-talet byttes maskinerna på nytt. Elevationen på 152 mm pjäserna ökades från 15° till 30°, torpedtuberna togs bort och 40 mm kanonerna och 13,2 mm kulsprutorna ersattes av 25 mm automatkanoner. Däckspansaret ovanför ammunitionsdurken ökades till 152 mm. 
De tjänstgjorde under första världskriget som slagkryssare i den 3:e divisionen inom 1:a flottan. De deltog inte i strid men 1917 gick Haruna på en mina som lagts ut av den tyska hjälpkryssaren Wolf. I början av 1930-talet omklassades de från slagkryssare till slagskepp. Sedan Washingtonatraktaten undertecknats byggdes Hiei 1929-1932 om till skolfartyg. Sedan Japan sagt upp avtalet kom dock Hiei att återklassas som slagskepp och genomgick en snarlik modernisering som övriga fartyg 1936-1940. Hon kom dock att se lite annorlunda ut med en något annorlunda överbyggnad.

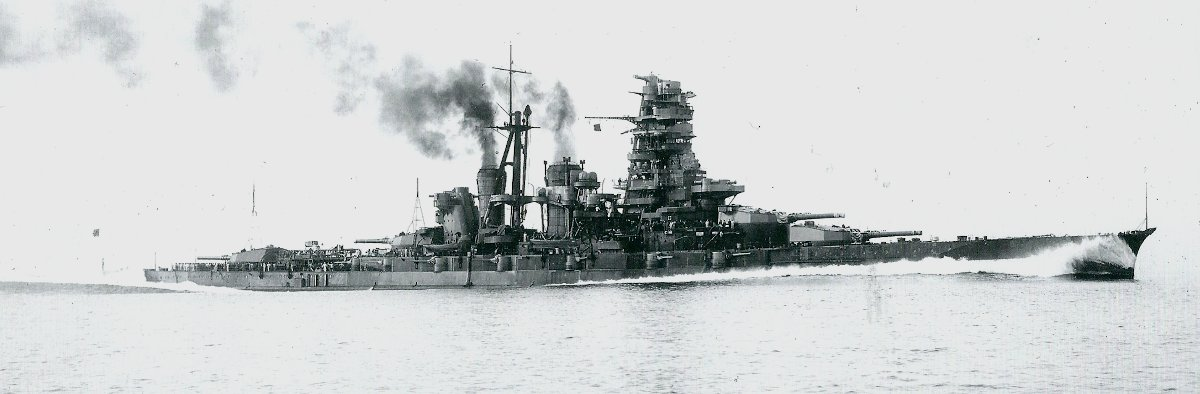
Kongo år 1936 efter ombyggnad

Kirishima och Hiei deltog i slaget om Guadalcanal. Hiei fick i samband med strid 13 november 1942 motta omkring 30 träffar från 203 mm projektiler från kryssarna USS Portland och USS San Francisco, även en mängd 127 mm projektiler som visserligen inte kunde tränga igenom fartygets pansar men väl skada överbyggnaderna och åstadkomma stora förluster bland besättningen träffade. Styrmaskinrummet vattenfylldes och rodret fastnade och Hiei förlorade styrförmågan. Under natten mot den 14:e bogserades hon iväg av Kirishima men lämnades i gryningen i närheten av Savo. Under förmiddagen anfölls hon i ett flertal vågor av amerikanska bombplan och 15.30 övergavs hon av besättningen och sjönk på kvällen utanför ön Savo.
Kirishima deltog i de fortsatta striderna, hon träffades 15 november av hård eldgivning från USS Washington, som fick in 9 träffar med 406 mm projektiler och omkring 40 träffar med 127 mm projektiler. Fartyget blev svårt skadat och eld ombord försvårade räddningsförsöken. Halv fyra på morgonen den 16 november 1942 sjönk Kirishima utanför ön Savo.
Kongō genomgick reparation i augusti 1942, och försågs då med radar. Hon deltog 19-20 juni 1944 i striderna vid Marianerna och undergick därefter reparation i Kure. 21 november 1944 upptäcktes Kongō i Taiwansundet av den amerikanska ubåten Sealion som fick in två träffar på fartyget, som sjönk ungefär 2 1/2 timma efteråt.

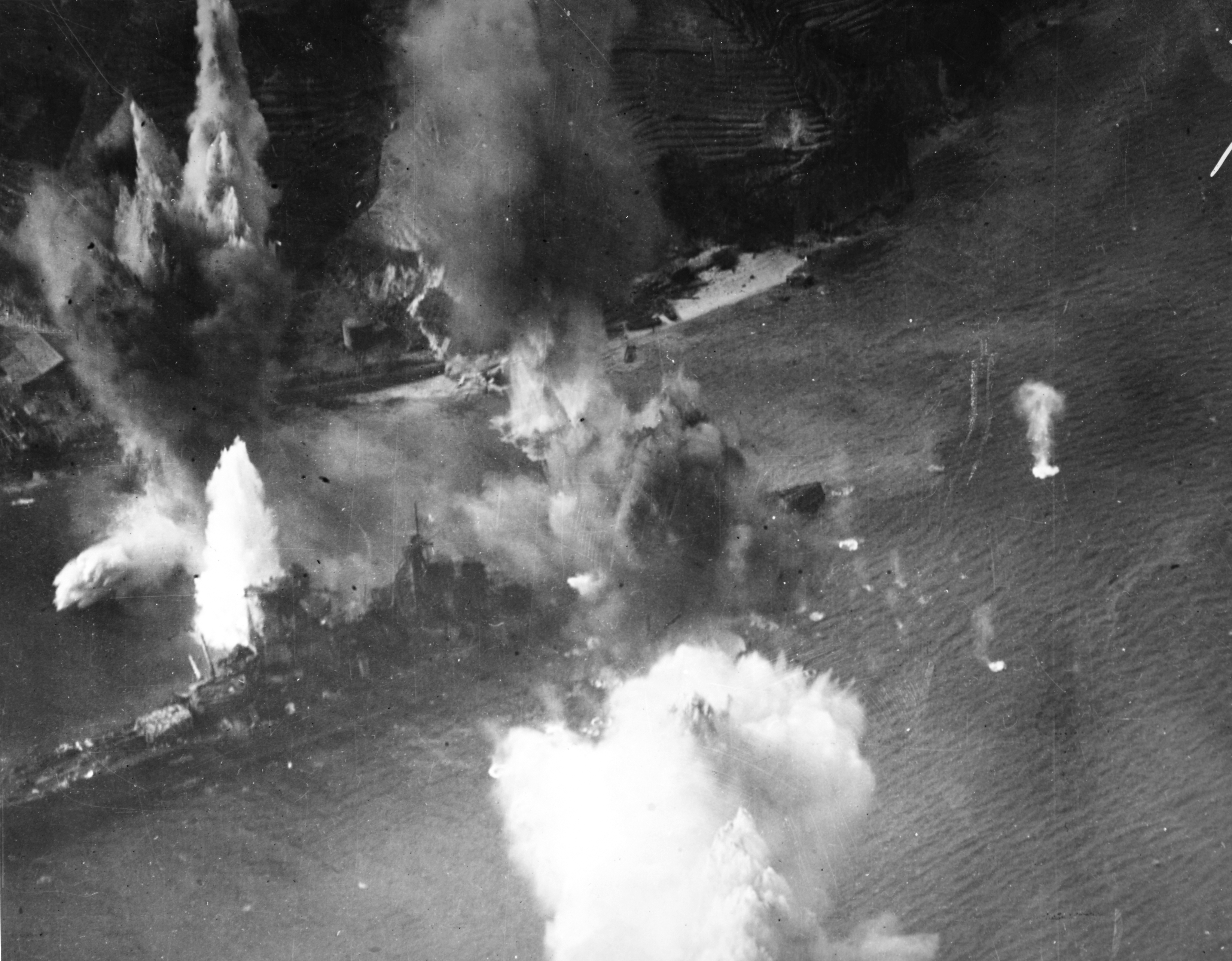
Haruna blir attackerad 28 Juli 1945

Haruna skadades 22 november 1944 allvarligt vid grundstötning och reparerades i december 1944 i Sasebo. I februari 1945 förlades hon till Kure, där hon i mars samma år skadades vid ett flyganfall. 12 juni och 24 juli 1945 skadades hon på nytt av bombplan, och vid ett flyganfall 28 juni 1945 träffades hon av nio bomber. Dagen efter sjönk hon i hamnen. Haruna bärgades 1946 och skrotades.